# 21854 Брендандваєр
21854 Брендандваєр (21854 Brendandwyer) — астероїд головного поясу, відкритий 7 жовтня 1999 року.
Тіссеранів параметр щодо Юпітера — 3,391.